# Пођибонзи
Пођибонзи (итал. Poggibonsi) град је у средишњој Италији. То је други по величини град округа Сијена у оквиру италијанске покрајине Тоскана.

## Природне одлике
Град Погибонзи налази се у средишњем делу Италије, 50 км јужно од Фиренце, седишта покрајине. Град је смештен у долини Валденза, чије је главно средиште. Околина града је брдског карактера. Надморска висина Погибонзија је приближно 115 m.

## Становништво
Према резултатима пописа становништва 2011. у општини је живело 28.952 становника.
| 1931.  | 1936.  | 1951.  | 1961.  | 1971.  | 1981.  | 1991.  | 2001.  | 2011.  |
| ------ | ------ | ------ | ------ | ------ | ------ | ------ | ------ | ------ |
| 13.282 | 13.866 | 14.387 | 18.634 | 25.386 | 26.368 | 26.364 | 27.420 | 28.952 |

Погибонзи данас има око 29.000 становника (бројчано други град у округу), махом Италијана. Током протеклих деценија градско становништво лагано расте.

## Партнерски градови
- Верне
- Корлето Пертикара
- Марк ан Баро
- Mijek

## Галерија
- Замак Милиција
- црква св. Лаврентија
- Градске зидине